# Moussa Tigana
Moussa Tigana (ur. 27 sierpnia 1987) – malijski piłkarz, grający jako napastnik. Od 2019 roku wolny gracz.

## Kariera klubowa

### USM Annaba
Jego pierwszym klubem był USM Annaba. W sezonie 2005/2006 zagrał tam 4 mecze ligowe i strzelił jedną bramkę.

### ASM Oran
1 stycznia 2007 roku został wypożyczony do ASM Oran. W tym klubie zadebiutował 18 stycznia 2007 roku w meczu przeciwko USM Blida (wygrana 3:0). Grał 83 minuty, zmienił go Sofiane Ammour. Pierwszą bramkę strzelił 27 kwietnia 2007 roku w meczu przeciwko CR Belouizdad (1:1). Do siatki trafił w 6. minucie. W sumie zagrał 13 meczów i strzelił 3 gole.

### Maghreb Fez
1 lipca 2009 roku został zawodnikiem Maghrebu Fez. W sezonie 2011/2012 zagrał 12 meczów i strzelił 5 bramek. W sezonie 2012/2013 wystąpił w jednym spotkaniu, w którym strzelił gola. Sezon 2013/2014 zakończył z 19 meczami, 4 bramkami i jedną asystą na koncie.

### Khor Fakkan SSC
1 września 2012 roku został wypożyczony do Khor Fakkan SSC.

### USM Bel Abbès
1 lipca 2014 roku przeszedł do USM Bel Abbès. W tym klubie debiut zaliczył 25 października 2014 roku w meczu przeciwko CS Constantine (0:0). Zagrał 61 minut, zmienił go Youcef Ghazali. Pierwszą bramkę strzelił 6 grudnia 2014 roku w meczu przeciwko ASO Chlef (1:1). Do siatki trafił w 20. minucie. W sumie wystąpił w 7 meczach i strzelił jedną bramkę.

### Dalsza kariera
11 grudnia 2016 roku, po rocznym okresie bezrobocia został graczem Damac FC. 1 września 2019 roku odszedł z tego zespołu.